# Francesco Orero in adorazione del Crocifisso
Francesco Orero in adorazione del Crocifisso (conosciuto anche come Francesco Orero in adorazione del Crocifisso alla presenza dei santi Francesco e Bernardo) è un dipinto realizzato nel 1627 dal pittore fiammingo Antoon van Dyck durante il suo soggiorno a Genova (1621–1627). L’opera rappresenta una scena devozionale incentrata sulla Crocifissione di Cristo, affiancata da due santi e da un committente laico inginocchiato, identificato come Francesco Orero, esponente di una famiglia genovese influente. Nell'opera sono rappresentati San Francesco d'Assisi, San Bernardo di Chiaravalle ed il devoto sopracitato.

## Contesto e committenza
Nel borgo ligure di San Michele di Pagana, lungo la costa tra Rapallo e Santa Margherita Ligure, trova dimora una delle due sole opere pubbliche di Antoon van Dyck presenti in Italia: la pala d’altare commissionata dall'Orero, facoltoso aromatarius genovese, per la cappella della parrocchiale locale. Egli, devoto e raffinato borghese di origini locali, aveva legami profondi con il borgo e con la sua chiesa. Uomo d’affari (commerciante di spezie, farmaci e profumi), visse a Genova e fu attivo benefattore della parrocchia di San Michele fin dal 1614. La pala fu commissionata attorno al 1627, anno di inizio dei lavori dell’altare marmoreo che avrebbe accolto il dipinto. Tuttavia, a causa di ritardi, probabilmente finanziari o strutturali, l'opera rimase nella villa degli Orero fino alla morte del committente nel 1643. Fu il fratello Bernardo a completare il progetto, esaudendo quindi la volontà di Francesco.

## Personaggi
L'Orero, vestito di nero, è colto in adorazione: lo sguardo rivolto in alto, le mani giunte, il volto segnato da un'intensa emozione. Il suo abito scuro e la posizione centrale e inginocchiata indicano la sua funzione di devoto e, allo stesso tempo, di mediatore tra lo spettatore e la scena sacra. San Francesco, al centro, si distingue per l’abito francescano marrone e per l'espressione intensa e giovanile, carica di partecipazione emotiva. Il suo volto rivolto a Cristo, vicino al costato trafitto, è quasi perno narrativo dell'opera. San Bernardo, a destra, in abito cistercense bianco, regge un bastone abaziale e si piega verso il devoto, creando un collegamento terreno e spirituale tra fede e intercessione. La posizione di Cristo, in scorcio di tre quarti, con il busto piegato e lo sguardo rivolto verso il basso, riprende un impianto compositivo già sperimentato da Van Dyck nel Cristo spirante (Palazzo Reale di Genova), e derivato dalla Crocifissione di Simon Vouet nella chiesa del Gesù genovese, nonché, a monte, dalla lezione del Tintoretto.

## Stile e analisi formale
La composizione del dipinto è organizzata secondo un impianto verticale, con la figura del Cristo crocifisso posta al centro dell’asse principale e dominante dell’opera. Le tre figure collocate nella parte inferiore formano un semicerchio ascendente che culmina con San Francesco, il più vicino alla Croce. Questo andamento compositivo guida lo sguardo verso il fulcro iconografico e spirituale della scena.
L’impostazione generale è ordinata ma intensamente espressiva, in linea con i principi del Barocco maturo. Le figure sono allungate ed eleganti, immerse in un’atmosfera solenne. La scena è costruita attraverso un sistema di sguardi incrociati: Cristo guarda il committente Francesco Orero; San Francesco rivolge lo sguardo verso il Crocifisso con un'espressione partecipe; San Bernardo osserva Orero. Questo intreccio visivo stabilisce una connessione simbolica tra le figure, sottolineando il legame tra la dimensione divina e quella umana.
Un ruolo centrale è svolto dalla luce, che filtra da uno squarcio tra le nubi e illumina selettivamente la scena. Essa evidenzia il fianco destro di Cristo, mettendo in risalto il drappo bianco mosso dal vento e la resa scultorea del corpo. La luce degrada progressivamente verso il basso, raggiungendo Orero, che pur restando in penombra, è lambito da un raggio che ne sottolinea il rapporto spirituale con la figura del Redentore.
La resa luministica, di chiara ispirazione caravaggesca, concentra l’intensità su specifiche aree del dipinto, modellando i volumi con realismo e contribuendo alla narrazione simbolica dell’opera. La tavolozza è sobria, dominata da toni terrosi, bianchi e neri. Il drappo bianco di Cristo rappresenta l’unico elemento dinamico, trattato con notevole fluidità pittorica. Particolare attenzione è riservata anche alla resa materica delle vesti: il saio di San Francesco presenta una tessitura morbida, mentre l’abito di San Bernardo appare più rigido e riflettente, a indicare una stoffa di maggiore pregio.

## Attribuzione e fortuna critica
Quest’opera, oggi ben leggibile grazie al restauro del 1997 (in occasione della mostra Van Dyck a Genova), ha avuto nel tempo grande fortuna visiva e devozionale, tanto da ispirare numerosi dipinti derivativi. Nel 1912, il giornalista Arbocò ne lamentava lo stato compromesso, annerito da fumi e aggredito dalla muffa. Anche Plinio Nomellini ne sollecitò il restauro. Oggi, è possibile ammirarla nella cappella originale, accompagnati da una guida digitale messa a disposizione dalla parrocchia.